# Ermita dels Sants Metges de l'Albi
Sant Cosme i Sant Damià o Ermita dels Sants Metges és una ermita a la vila de l'Albi (Garrigues) catalogada a l'Inventari del Patrimoni Arquitectònic de Catalunya. A l'interior s'hi conserven pintures provinents del castell de l'Albi. Es desconeix la data exacta de la seva consagració, però amb certesa l'edifici ja existia entorn el 1500. A l'ermita també hi havia el panteó dels familiars dels barons de l'Albi. Hi ha constància que hi havia un retaule barroc del segle xvii pintat per Jaume Clua, artesà natural de Falset.
Ermita de planta allargada d'una sola nau coberta amb arcs torals i capelles laterals. El seu interior ha estat molt modificat durant el temps. L'element més interessant és sens dubte la bonica porta dovellada de la façana que està a l'interior un porxo o galilea fet de pedra vista a manera d'atri. També a la façana, a la zona superior, hi ha una petita rosassa. Gairebé tocant als peus de l'ermita, al costat esquerre mirant la façana, hi ha un campanar octogonal de pedra vista. El cos de l'ermita està arrebossat de blanc i només s'han deixat veure les grans pedres angulars. A les dovelles de la porta, a la zona inferior de cada costat, hi han dues figures policromades; són els sants metges, sants tutelars del recinte. Estan datades el 1952 i fetes per un tal Pierre.

## Història
1. 1 2  «ERMITA DELS SANTS METGES». Inventari del Patrimoni Arquitectònic de Catalunya.   Direcció General del Patrimoni Cultural de la Generalitat de Catalunya. [Consulta: 27 setembre 2015].